# Мартіньш Рітіньш
Мартіньш Рітіньш (латис. Mārtiņš Rītiņš; 19 жовтня 1949 Чешир, Англія — 11 лютого 2022) — латвійський кулінар і ресторатор. Шеф-кухар і власник ресторану «Vincents». Ведучий телепередачі «Kas var būt labāks par šo?» («Що може бути краще цього?») на каналі LTV-1. Президент Латвійського товариства Slow Food. Є прихильником екологічної кухні.

## Особисте життя
Мартіньш Рітіньш був геєм.